# Gianfranco Calligarich
Gianfranco Calligarich, né le 3 mai 1939 à Asmara et mort le 25 novembre 2024, est un journaliste, scénariste et écrivain italien.

## Œuvres

### Romans
- L'ultima estate in città, 1973 Le Dernier Été en ville, traduit par Laura Brignon, Paris, Éditions Gallimard, coll. « Du monde entier », 2021, 224 p.  (ISBN 978-2-07-286773-6)[2]
- Posta prioritaria, 2002
- Privati abissi, 2011 - Prix Bagutta 2012
- Principessa, 2013
- La malinconia dei Crusich, 2016 - Prix Viareggio pour la narration 2017
- Quattro uomini in fuga, 2018

### Cinéma
- La Cité de la violence de Sergio Sollima (1970)
- Lo stato d'assedio de Romano Scavolini (1969)
- La police a les mains liées de Luciano Ercoli (1974)

## Récompenses et distinctions
- Prix Fitzgerald 2021